# الشركة الجهوية للنقل ببنزرت

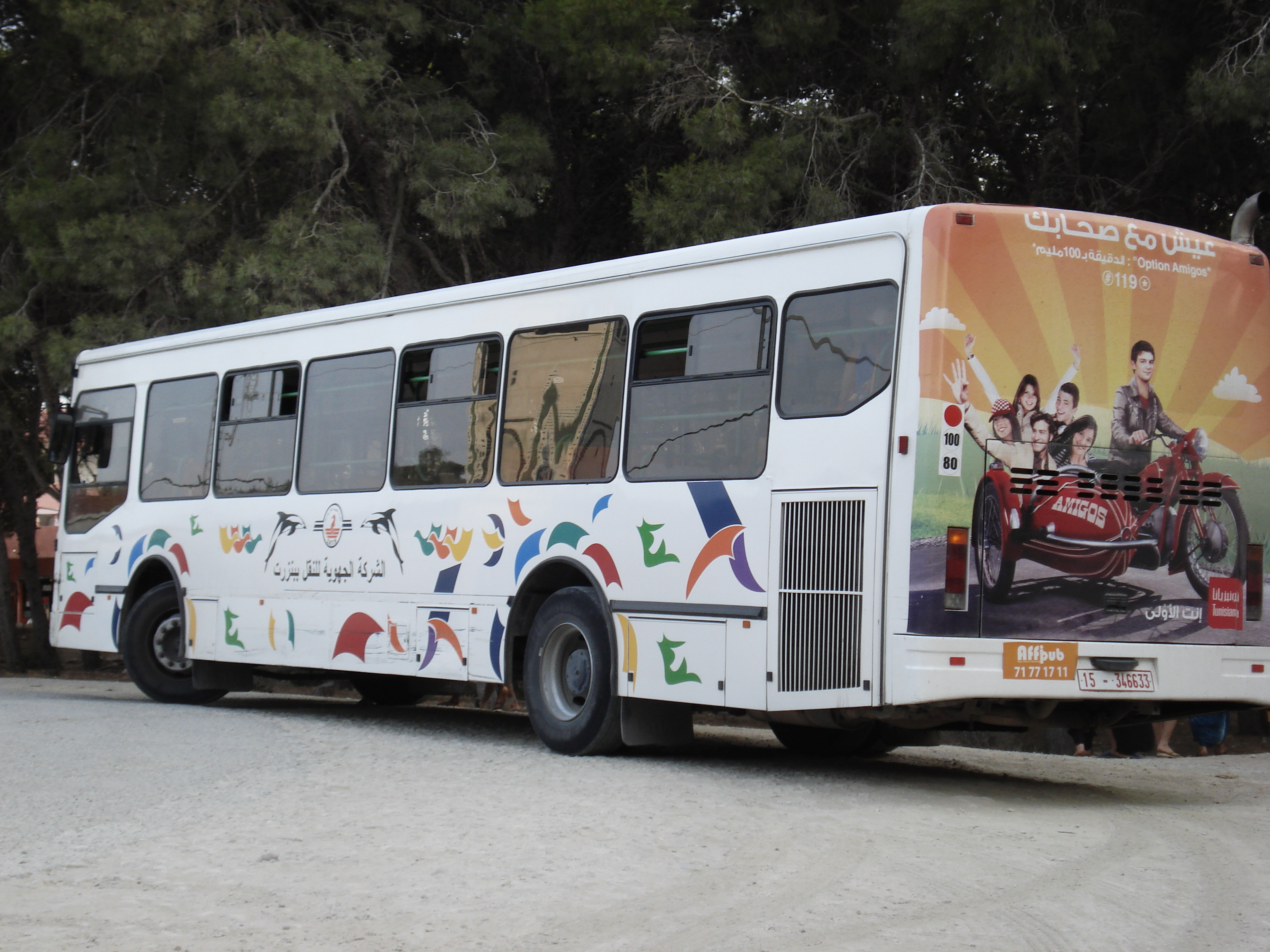
حافلة تابعة للشركة الجهوية للنقل ببنزرت

شعار الشركة الجهوية للنقل ببنزرت

الشركة الجهوية للنقل ببنزرت شركة حكومية للنقل العمومي الجماعي للمسافرين. وهي تؤمن الرحلات في ولاية بنزرت، وبينها ومدينة تونس.